# 金竹街道
金竹街道，是中华人民共和国贵州省貴陽市花溪区一个已撤销的街道办事处。
2012年前，下辖：金溪社区、金农社区、滥泥村、金山村和竹林村。2012年8月14日，贵阳市人民政府通知决定撤销49个街道办事处，设立90个社区服务中心。